# Ludwik Silberstein
Ludwik (Lazar) Silberstein (ur. 17 maja 1872 w Warszawie, zm. 17 stycznia 1948 w Rochester) – polski i amerykański fizyk.

## Życiorys
Jego rodzicami byli Samuel Silberstein (zm. 1913) i Emilia (Estera) z domu Steinkalk (zm. 1912). Miał brata Henryka (1858–1890), siostry Adelę (1874–po 1911) i Rozalię (1859–1933). Studiował na Uniwersytecie Jagiellońskim, Uniwersytecie w Heidelbergu oraz Uniwersytecie w Berlinie. Od 1895 do 1897 był asystentem Kazimierza Olearskiego na Politechnice Lwowskiej. Od 1899 do 1904 wykładał fizykę na Uniwersytecie Bolońskim, a następnie na Uniwersytecie La Sapienza w Rzymie. W 1920 roku podpisał kontrakt z Eastman Kodak w Rochester. Wykładał również na University of Chicago, University of Toronto i na Cornell University.
29 czerwca 1905 ożenił się z pochodzącą z Warszawy Rose Eisenman, mieli troje dzieci: George'a, Hedwig i Hannah.
Tłumaczył na polski prace Helmholtza, Poincarégo, Russella i Younga.

## Dorobek naukowy
Zajmował się m.in. ogólną i szczególną teorią względności. Napisał jeden z pierwszych podręczników teorii względności w języku angielskim (1914). W 1911 roku zaproponował kwaternionową postać teorii względności. W 1935 roku zakwestionował teorię Einsteina, rozpoczynając dłuższą polemikę. Poza tym Silberstein zajmował się optyką i ogłosił pracę pionierską wobec późniejszych odkryć Bjerknesa o tworzeniu się wirów w płynie doskonałym (1896).

## Wybrane prace
- Ueber die mechanische Auffassung elektromagnetischer Erscheinungen in Isolatoren und Halbleitern. Inaugural-Dissertation. Berlin: C. Vogts Buchdruckerei, 1894
- Porównanie pola elektromagnetycznego z ośrodkiem sprężystym. Rozprawy Wydz. mat.-przyr. Akad. Umiejętności w Krakowie 28, 1894
- Twierdzenie hydrokinetyczne. Rozprawy Wydz. mat.-przyr. Akad. Umiejętności w Krakowie 29, 1895
- O tworzeniu się wirów w płynie doskonałym. Rozprawy Wydz. mat.-przyr. Akad. Umiejętności w Krakowie 31, 1896
- O falach elektromagnetycznych wymuszonych w sprężystym ośrodku drgającym. Kraków, 1898
- Symbolische Integrale der elektromagnetischen Gleichungen, aus den Andeutungen zu einer allgemainen Theorie der physicslischeen Operatoren, 1901
- Versuch einer Theorie der physikalischen Operatoren, 1903
- Kwaternionowa postać teoryi względności. Warszawskie Tow. Naukowe, 1911
- The Theory of Relativity. London: MacMillan and Co., 1914.